# 제프 키니

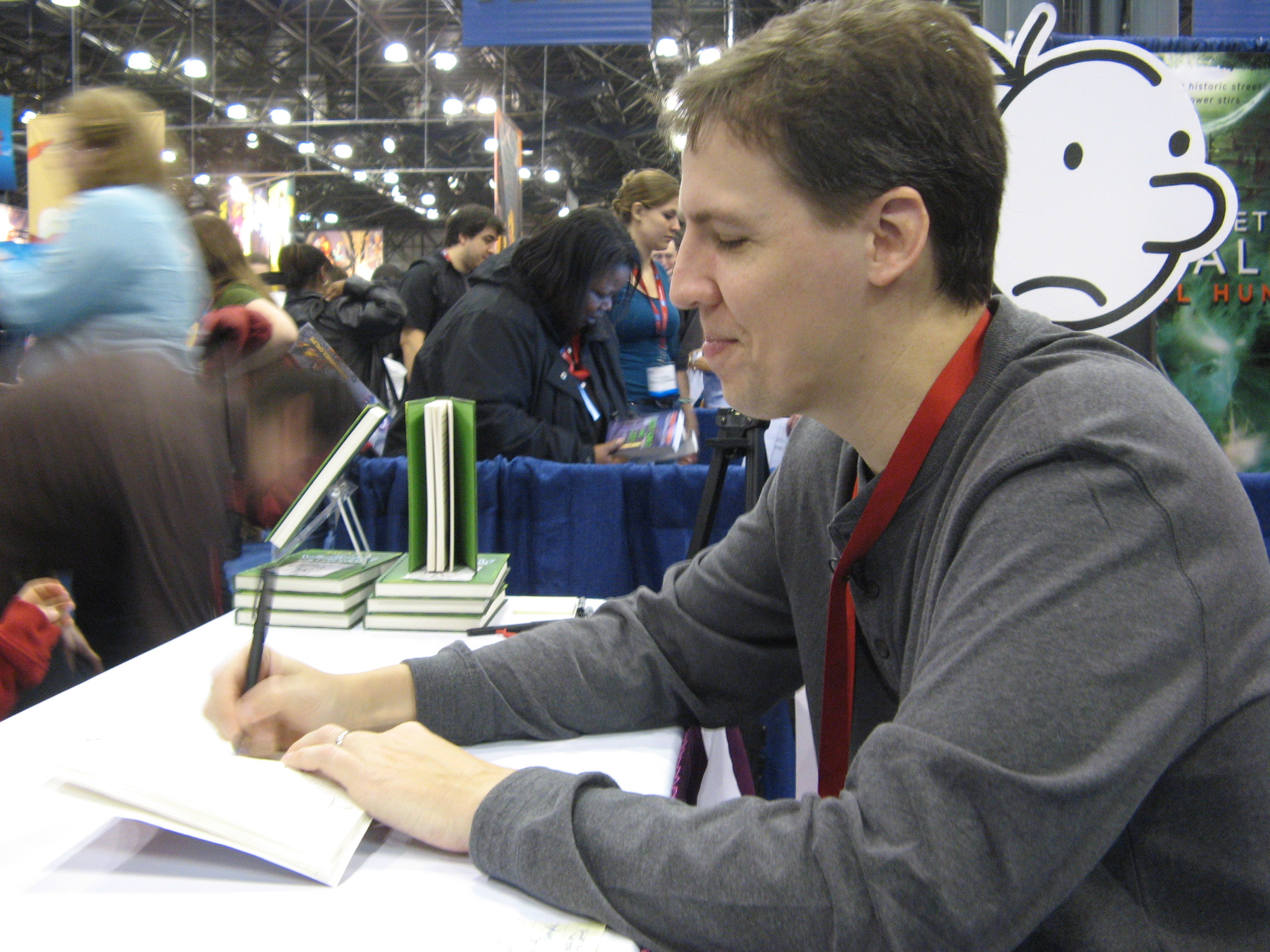
제프 키니

제프 키니(Jeff Kinney, 1971년 2월 19일 ~ )는 미국의 만화가, 게임 디자이너, 작가이다. 작품으로는《윔피 키드》가 있다. 1971년 2월 16일에 미국 메릴랜드에서 태어났다.